# جمعية النواب (فلسطين الانتدابية)

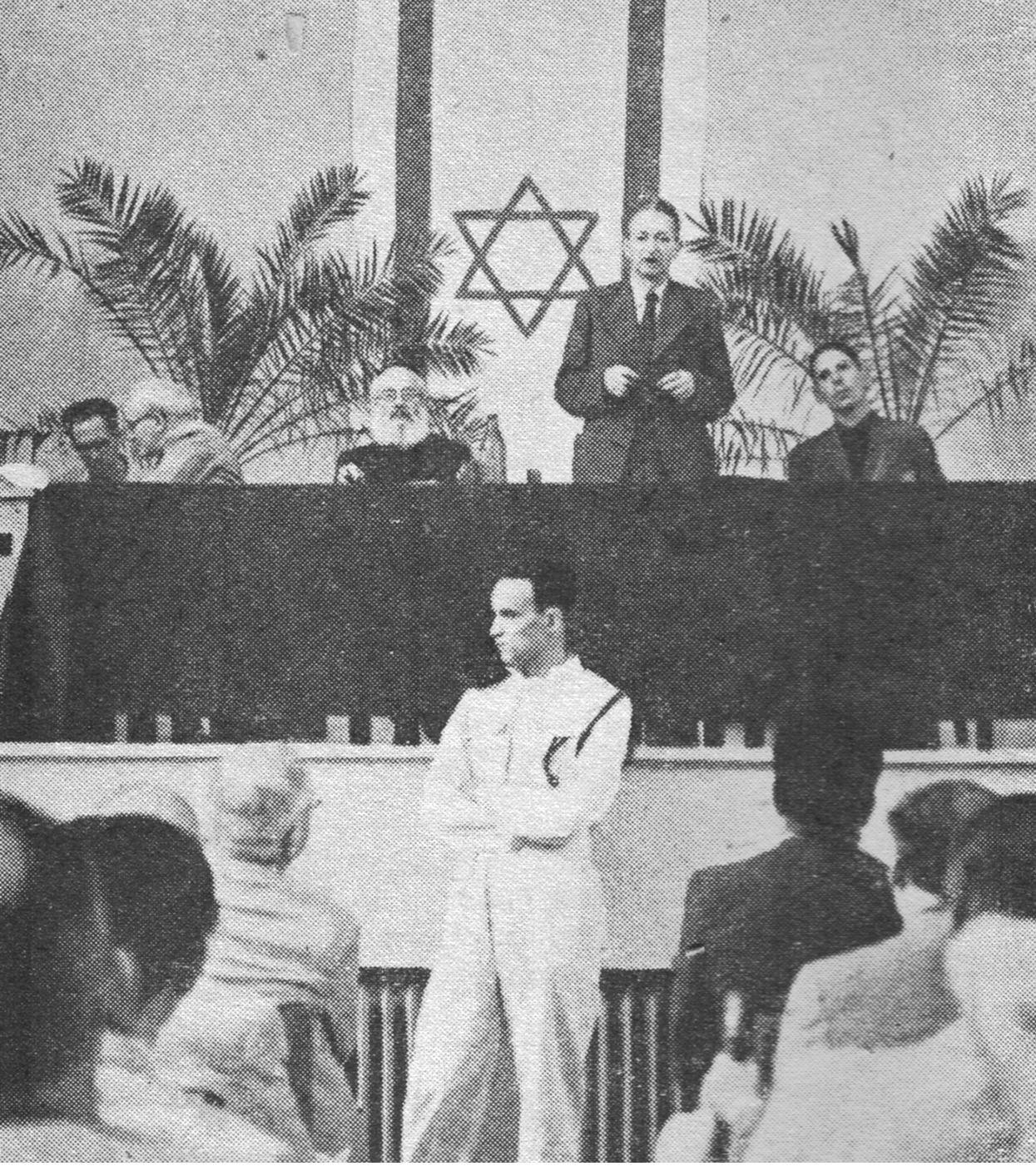
إسحاق بن تسفي في جمعية النواب، سبتمبر 1944

كانت جمعية النواب هي الجمعية البرلمانية المنتخبة للطائفة اليهودية في فلسطين الانتدابية. وقد أنشئ في 19 أبريل 1920، وعمل حتى 13 فبراير 1949، أي في اليوم الذي كان فيه الكنيست الأول، الذي انتخب في 25 يناير، قد أدى اليمين. واجتمعت الجمعية مرة في السنة لانتخاب الهيئة التنفيذية، المجلس الوطني اليهودي، المسؤول عن التعليم، والحكومة المحلية، والرفاهية، والأمن، والدفاع. وقد صوت أيضا على الميزانيات التي اقترحها المجلس الوطني اليهودي ومجلس الحاخامية.

## التاريخ
في ظل الانتداب البريطاني، أنشأ اليشوب (الطائفة اليهودية) شبكة من المؤسسات السياسية والإدارية، ومن بينها جمعية النواب. ولضمان تمثيل مجموعات صغيرة على النحو الواجب، تم الأخذ بنظام للتمثيل النسبي. وأجريت أول انتخابات في 19 أبريل 1920، وفاز أكبر فصيل، وهو أحدوت هعفوداه، في 70 مقعدا فقط من مقاعد الجمعية البالغ عددها 314 مقعدا. وقد قاطع كل من الطائفة الأرثوذكسية المتشددة، وحزب أغودات يسرائيل الأرثوذكسي المتشدد انتخابات الجمعية بسبب اعتراضاتهم على الصهيونية العلمانية.
أجريت الانتخابات الثانية في عام 1925، وعقب صدور أمر تنظيم الطوائف الدينية في عام 1926، اعترفت السلطات البريطانية بالجمعية في عام 1928.
أجريت انتخابات أخرى في عامي 1931 و1944. وفي الانتخابات الأخيرة، قاطعت بعض الجماعات، ولا سيما اليهود السفارديم، الانتخابات ولم يكونونا ممثلين فيها. ومنذ عام 1944 وما بعده، قاطعت حاتسوحار الجمعية أيضًا بسبب خلافات مع القادة المنتخبين على السياسة.

## الانتخابات
- 19 أبريل 1920
- 6 ديسمبر 1925
- 5 يناير 1931
- 2 أغسطس 1944 (انظر انتخابات جمعية النواب عام 1944)